# 小石原焼

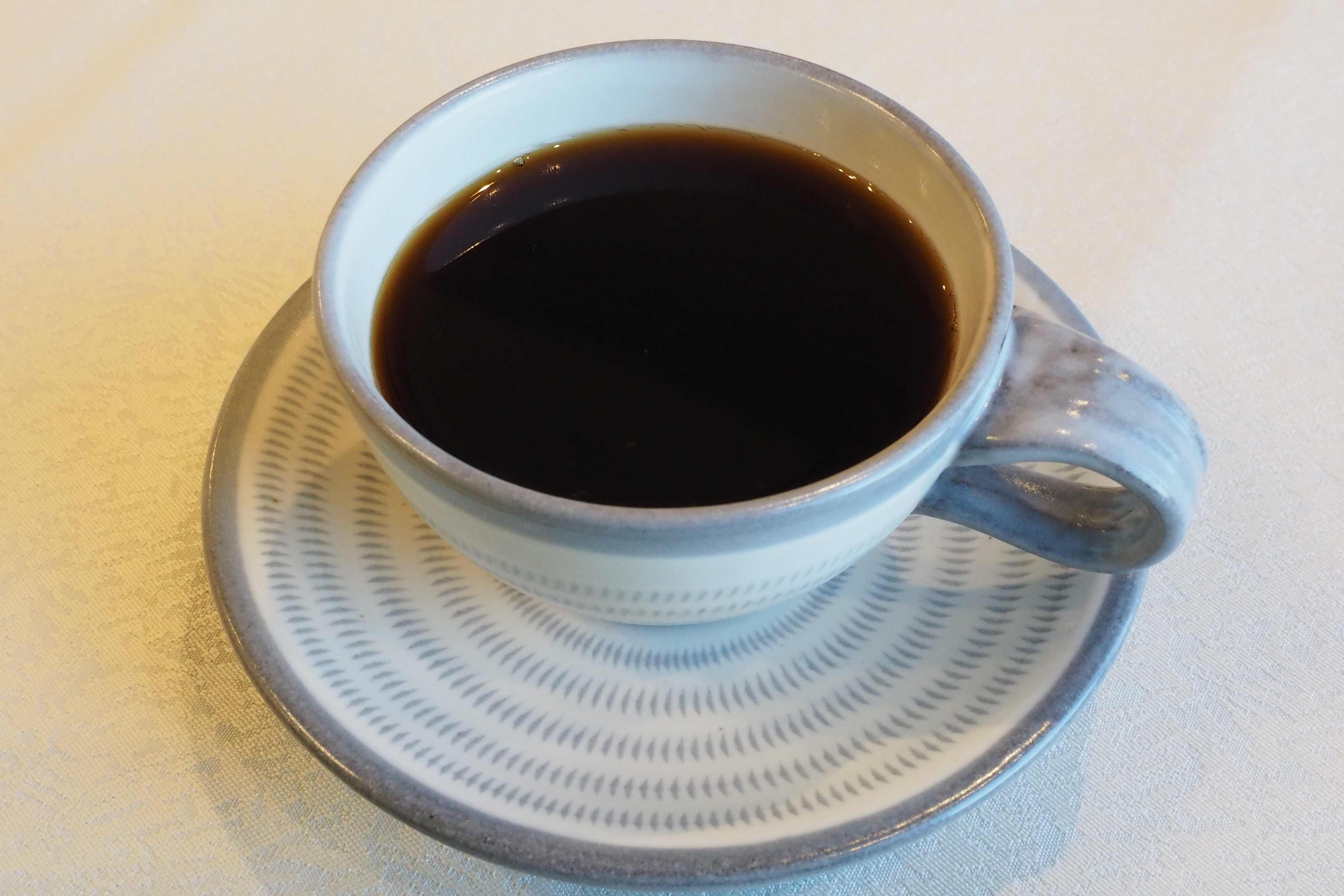
小石原焼のコーヒーカップ

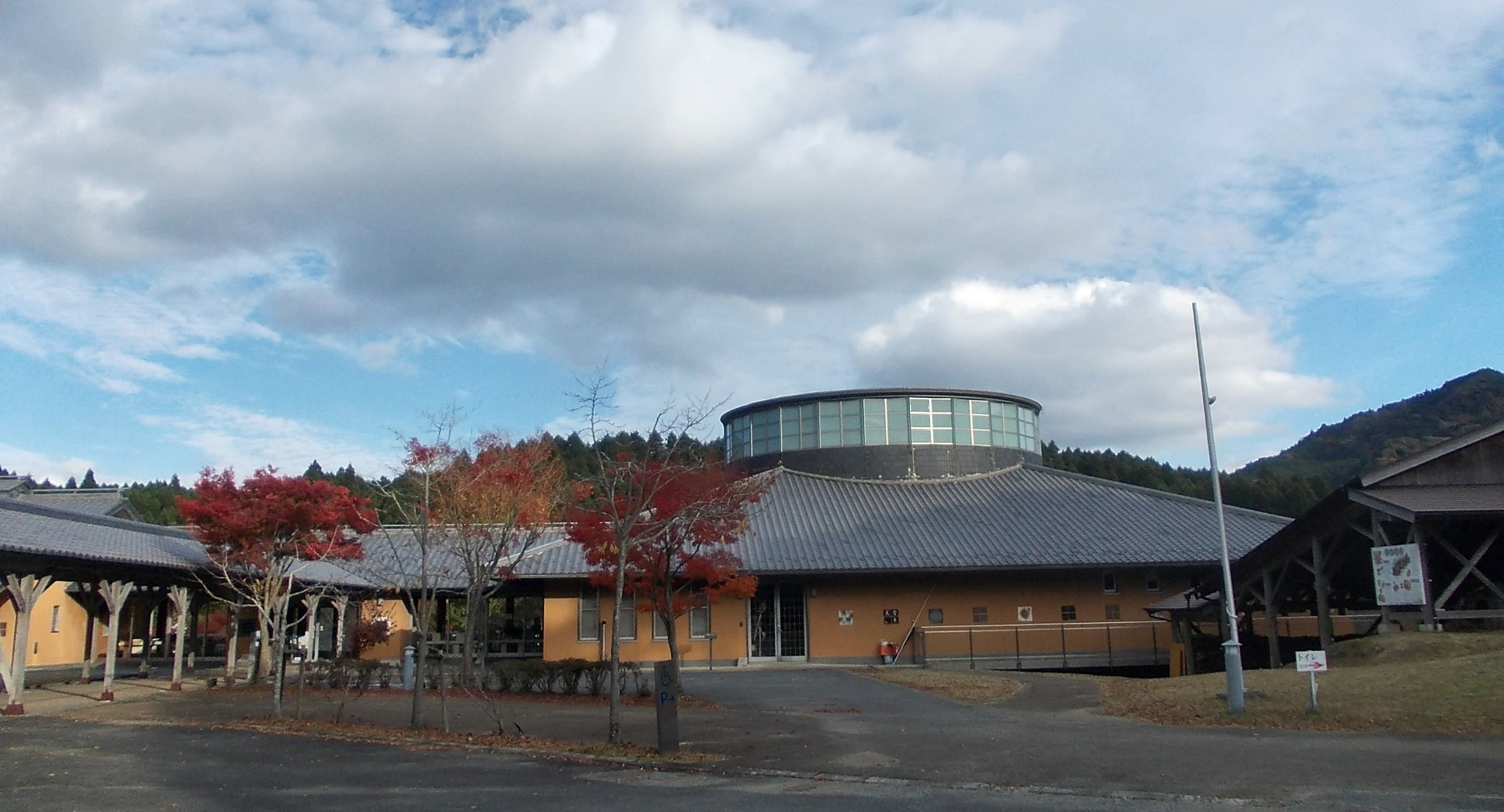
小石原焼伝統産業会館

小石原焼（こいしわらやき）は、福岡県朝倉郡東峰村にて焼かれる陶器。主に生活雑器が焼かれる。

## 概要
江戸時代前期の1662年（寛文2年）に、福岡藩3代藩主・黒田光之が肥前国伊万里から陶工を招いて窯場を開いたのが始まりである。1669年（寛文9年）から同地で茶陶を手がけていた高取焼との交流により発展し、陶器が作られるようになった。
器をろくろで回しながら、刃先やハケなどを使い規則的に入れる独特の幾何学的模様が特徴である。その技法には化粧土を刷毛で塗る刷毛目、工具による削り目が特徴の飛び鉋、櫛描き、指描き、流し掛け、打ち掛けなどがある。
柳宗悦によって提唱された民藝運動の中で小鹿田焼が脚光を浴びた後、そのルーツである小石原も注目されるようになり、1954年（昭和29年）、柳やバーナード・リーチらが小石原を訪れ、「用の美の極致である」と絶賛したことで全国的に知られるようになった。1958年（昭和33年）ブリュッセルで開かれた万国博覧会日本館第3部出品でのグランプリ受賞、1961年（昭和36年）の日本工芸館小石原分館（現在の小石原工芸館）の設立によってさらなる発展を遂げ、1975年（昭和50年）には陶磁器では日本初となる伝統的工芸品に指定された。
2020年（令和2年）時点、44軒の窯元がある。このうち9軒の窯元と東峰村商工会が2008年、「小石原ポタリー」という食器のブランドを始めた（ポタリーは陶器を意味する英語）。サイズや形を規格化したうえで厳しく検品して品質を管理し、模様は窯元間で競作する。

## 小鹿田焼との関係
江戸時代中期、小石原焼の陶工・柳瀬三右衛門が黒木十兵衛の招きを受けて、小石原焼の技法を現在の大分県日田市の小鹿田村に伝えたことから、小鹿田焼とは兄弟窯の関係にある。なお、現在も小鹿田では柳瀬三右衛門の子孫らが窯元として残っている。